# Hans Edmund Wolters
Hans Edmund Wolters (Duisburg in Duitsland, 11 februari 1915  -  22 december 1991) was een Duitse ornitholoog. Hij specialiseerde zich in de systematiek van zangvogels en beschreef in 1974 een nieuwe soort wever.

## Biografie
Wolters woonde tijdens zijn jeugd in Geilenkirchen dicht bij de Nederlandse grens. Na de Tweede Wereldoorlog werkte hij als onderwijzer aan een basisschool. In 1960 werd hij honorair medewerker van de afdeling vogels van het zoölogisch museum (Museum Koenig) in Bonn. In 1966 werd hij conservator en later werd hij hoofdconservator en chef van de afdeling vogelkunde. Van  1974 tot 1979 redigeerde hij twee tijdschriften die het museum uitgaf, Bonner zoologische Beiträge en Bonner zoologische Monographien. Ook na zijn pensionering zette hij zijn werkzaamheden voort bij de afdeling vogelkunde.

## Werk
Het zwaartepunt van zijn activiteiten was de fylogenie van zangvogels, vooral de verwantschap tussen de diverse families binnen de orde van de zangvogels, speciaal de families prachtvinken, honingzuigers en wevers en verwanten. Hij beschreef in 1975 een nieuwe soort wevervogel, de Wolters' prachtwever (Malimbus ballmanni).
Wolters behoorde tot de eerste taxonomen in Europa die een cladistische manier van classificeren hanteerde bij de indeling van vogelsoorten. Dit systeem was de basis voor zijn belangrijkste publicaties Die Vogelarten der Erde, een werk dat in zeven delen tussen 1975 en 1982 verscheen. In 1983 verscheen Die Vögel Europas im System der Vögel waarin Wolters veranderingen aanbracht op zijn eerdere indelingen.

## Publicaties (selectie)
- 1950: Beiträge zur Gattungssystematik der Vögel (met Hans von Boetticher)
- 1963: Vögel in Käfig und Voliere: ein Handbuch für Vogelliebhaber: Prachtfinken, Bd. 2 (met Klaus Immelmann en Joachim Steinbacher)
- 1965: Prachtfinken Dl. 1 (met Klaus Immelmann en Joachim Steinbacher)
- 1971: Säugetiere und seltene Vögel in den Nationalparks Ostafrikas (met John George Williams)
- 1973: Die Vögel Ost- und Zentralafrika (met John George Williams)
- 1975–1982: Die Vogelarten der Erde: Eine systematische Liste mit Verbreitungsangaben sowie deutschen und englischen Namen, 7 delen
- 1983: Die Vögel Europas im System der Vögel: eine Übersicht

- Bibsys: 90246667
- Bibliothèque nationale de France: cb12388301q (data)
- Gemeinsame Normdatei: 136215556
- International Standard Name Identifier: 0000 0001 1077 1958
- Nederlandse Thesaurus van Auteursnamen: 072904127
- Réseau des bibliothèques de Suisse occidentale: 02-A003984636
- Système universitaire de documentation: 032958676
- Virtual International Authority File: 92908019
- WorldCat: E39PBJvmJYrMYxhGPfQTh9CvpP